# Resfriamento de elétrons
O resfriamento de elétrons, também conhecido como resfriamento por feixe de partículas, é um método para diminuir a emissão (tamanho, divergência e propagação de energia) de um feixe de partículas carregadas sem remover partículas do feixe. Como o número de partículas permanece inalterado e as coordenadas do espaço e suas derivadas (ângulos) são reduzidas, isso significa que o espaço de fase ocupado pelas partículas armazenadas é comprimido.
O método foi inventado por Gersh Budker no INP, Novosibirsk, em 1966, com o propósito de aumentar a luminosidade dos colisores de hádrons. Foi testado pela primeira vez em 1974 com 68 protões MeV no anel de armazenamento NAP-M no INP. Pesquisadores, em 2020, demonstraram o resfriamento por ionização de múons. Este é um passo significativo para o desenvolvimento do acelerador de partículas mais poderoso do mundo, o que proporcionaria uma melhor compreensão dos constituintes fundamentais da matéria.

## Funcionamento
Basicamente, o resfriamento de elétrons funciona da seguinte maneira:
- Um feixe de elétrons quase monoenergéticos densos é produzido e fundido com o feixe de íons a ser resfriado.

A velocidade dos elétrons é igual à velocidade média dos íons.
- Os íons sofrem dispersão de Coulomb no "gás" de elétrons e trocam momentum com os elétrons. O equilíbrio termodinâmico é alcançado quando as partículas têm o mesmo momento, o que requer que os elétrons muito mais leves tenham velocidades muito mais altas. Assim, a energia térmica é transferida dos íons para os elétrons.
- O feixe de elétrons é finalmente curvado para longe do feixe de íons.